# Baai van Gibraltar
De Baai van Gibraltar (Spaans: Bahía de Algeciras, Engels: Bay of Gibraltar) is een baai in het zuiden van Spanje die zijn naam ontleent aan het schiereiland van Gibraltar met de Rots van Gibraltar. De baai is zo'n 8 kilometer wijd en 10 kilometer lang, wat overeenkomt met een oppervlakte van zo'n 7.500 hectare, en is in het midden zo'n 400 meter diep. Naar het zuiden toe opent de baai naar de Straat van Gibraltar en de Middellandse Zee.
Het westelijke en grootste gedeelte van de kust is Spaans, het oostelijke gedeelte behoort toe aan het Britse overzeese gebiedsdeel Gibraltar. De belangrijkste Spaanse stad aan de baai is Algeciras. De oever van bijna de gehele baai is tegenwoordig havengebied, en vooral de Spaanse oever is sterk geïndustrialiseerd.

## Geschiedenis

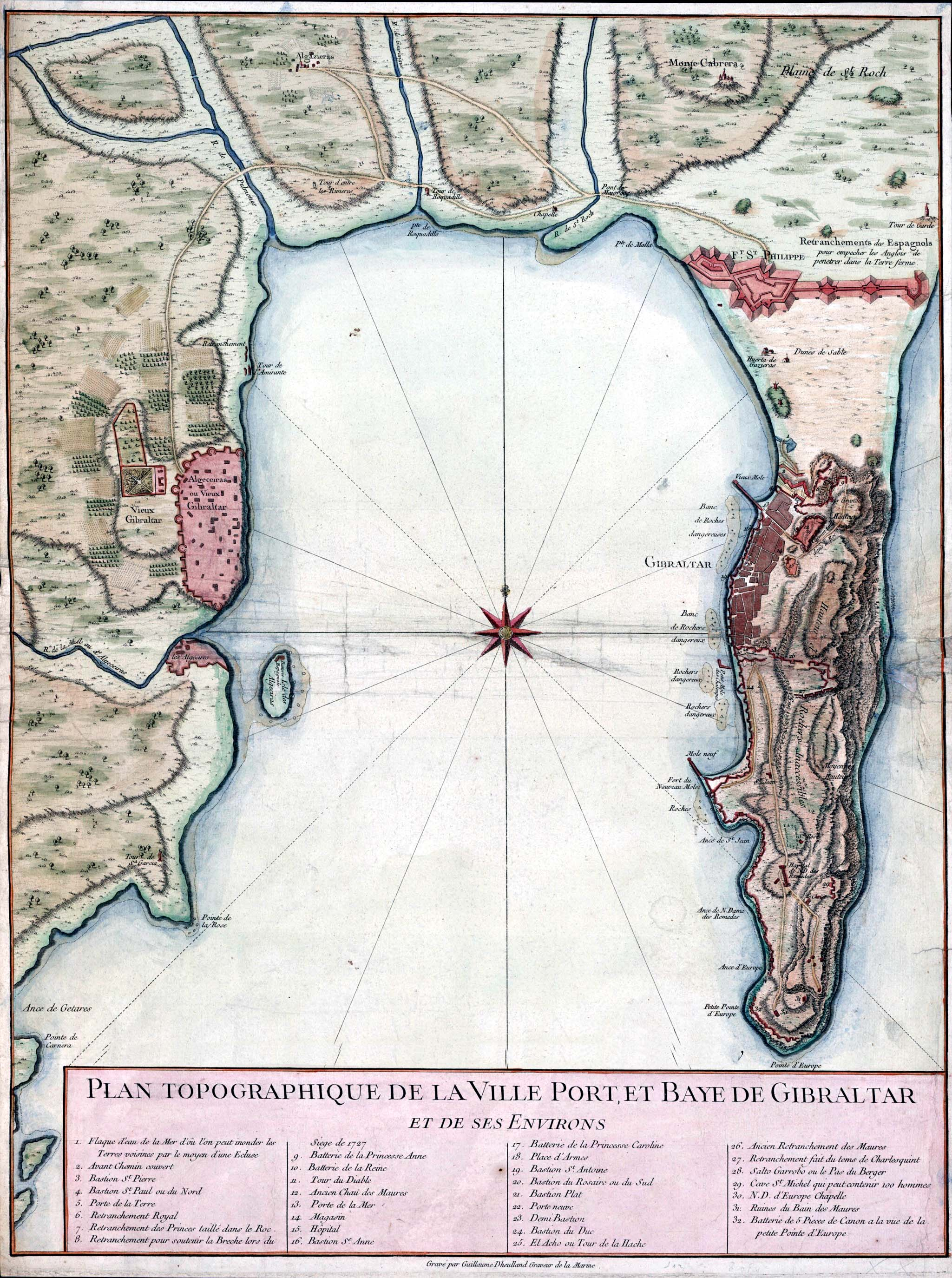
kaart van de baai uit 1750

Het gebied rond de baai van Gibraltar wordt al sinds millennia bewoond en de baai zelf doet al minstens 3000 jaar dienst als haven. Er wordt aangenomen dat de Feniciërs er een haven hadden, in de nabijheid van het huidige Algeciras. Ook de Moren en de Spanjaarden hadden er havens tijdens de Middeleeuwen en de Vroegmoderne Tijd en bouwden onder andere het sterk gefortificeerde Gibraltar, dat in 1704 in Engelse handen terechtkwam en dat nog steeds is.
Door de strategische ligging bij de Straat van Gibraltar zijn er een groot aantal zeeslagen geleverd om de heerschappij over de baai, waaronder de zeeslag bij Gibraltar (1607) en de zeeslag bij Algeciras (1801). Tijdens de Tweede Wereldoorlog vuurden de Italianen menselijke torpedo's af vanuit Algeciras om Britse schepen bij Gibraltar tot zinken te brengen, met matig succes.
Meer recent zijn er verschillende grensconflicten geweest tussen Spanje en het Verenigd Koninkrijk over zeggenschap over de baai. De Spanjaarden eisen bijna de volledige baai op, met uitzondering van een smalle strook voor de haven van Gibraltar, terwijl de Britten de gangbare territoriale wateren van 3 zeemijl (5,6 kilometer) opeisen met een demarcatielijn in het midden van de baai.

## Ecologie
De baai staat bekend als broedgebied van dolfijnen, en dan met name de gewone dolfijn, de gestreepte dolfijn en de tuimelaar. Ook komen er wel migrerende walvissen voor in de baai.

## Haven en industrie
De Spaanse oever van de baai is bijna volledig een geïndustrialiseerd havengebied, met omvangrijke petrochemische complexen rond San Roque zoals een olieraffinaderij van Cepsa en een roestvaststaalfabriek van Acerinox en omvangrijke havens in zowel Algeciras als Gibraltar. De havens aan de Spaanse kant opereren onder de naam Puertos de la Bahía de Algeciras ('Havens van de Baai van Algeciras').
Deze havens en industrie veroorzaken de nodige vervuiling. Bovendien wordt de kans op vervuiling verhoogd door het intensieve scheepsverkeer door de Straat van Gibraltar. Verschillende ecologische groeperingen ageren tegen deze vervuiling en ook Greenpeace is betrokken bij acties in het gebied.